# Fayçal Benkalfat
Sidi Mohamed Fayçal Benkelfate, plus connu sous le nom de Fayçal Benkalfat (en arabe : فيصل بنقلفاط), né le 10 octobre 1954 à Tlemcen, est un musicologue, directeur d'orchestre, éditeur et producteur algérien de musique arabo-andalouse.
Il est notamment le créateur du portail du Patrimoine culturel Algérie.

## Biographie
L'environnement familial de Fayçal Benkalfat le pousse très tôt à côtoyer la musique arabo-andalouse.
Dans les années 1970, il part étudier en Angleterre, d'où il revient avec un diplôme de Polytechnique de Brighton en physique appliquée. Durant son séjour en Angleterre, il s'ouvre à d'autres genres musicaux, tout en gardant un contact intime avec la musique arabo-andalouse, à travers ses écoutes d'une part, et d'autre part ses visites didactiques avec Cheikh Redwân au Maroc ― considéré comme l’interprète le plus talentueux de sa génération[Par qui ?].[réf. nécessaire]
À son retour à Tlemcen, il se consacre à la production musicale. Dès 1984, il entreprend des recherches sur la synthèse par modulation de fréquence, ainsi que sur la programmation de séquenceurs musicaux avec l’apparition des premiers ordinateurs entièrement consacrés à la composition musicale. Ces travaux de recherches ont servi à nettement améliorer la qualité des enregistrements sonores et des arrangements musicaux au niveau des séances de studio à Tlemcen et Oran. Il est reconnu dans le milieu artistique pour ses travaux et recherches musicologiques. Il assumera ensuite la direction musicale de l'Orchestre Redwân, qui est composé de l’élite des musiciens de Tlemcen.

## Carrière

### De 1985 à 1995: la musique populaire algérienne
Avec Samir Mrabet au Studio Newsound. Co-production avec Rachid Baba Ahmed en 1982, puis en 1986-1987.
Il a produit :
| En Algérie | Au Maroc |
| --- | --- |
| - Cheb Khaled ; - Raïna Raï ; - Cheb Hasni ; - Cheb Djallal ; - Cheb Anouar ; - Cheb Bilal ; - Cheba Zahouania ; - Cheb Sahraoui ; - Cheikha Djenia ; - Es Sed (de Béchar) ; - Abdelmalek Imansouren ; - Nass El-Maana Bni-Snous ; - Cheb El-Hendi ; - Cheb Abdelhak . | - Orchestre Fayçal ; - Mustapha Bourgoune ; - Mohamed Saïf ; - Miloud Mghari ; - Abdou Filali ; - Abdelfatah Baha ; - Abderrahim Souiri et Mohamed Briouel (série de 7 CD de musique Ala). |

### Portail du patrimoine culturel algérien

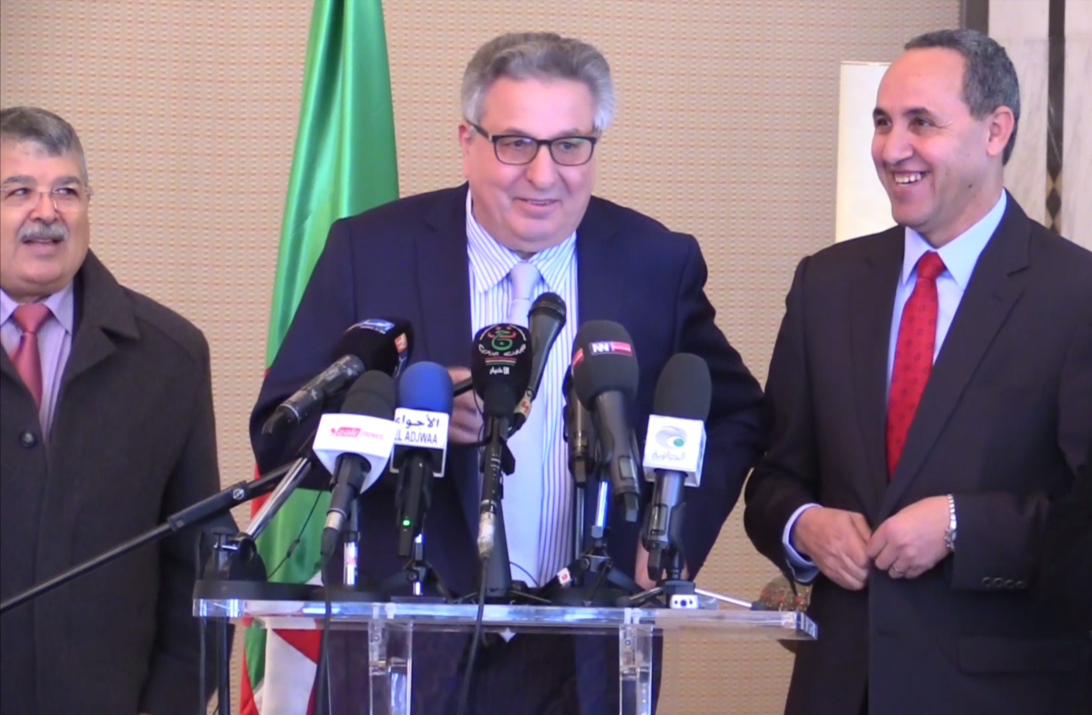
Cérémonie d'inauguration du portail du patrimoine culturel algérien

Conception du portail du patrimoine culturel algérien avec une équipe de techniciens multidisciplinaires.
L'inauguration du portail,,, s'est faite sous le haut patronage du président de la République, Abdelaziz Bouteflika, le dimanche 28 février 2016 au palais de la culture à Alger.
Le portail brasse l'ensemble du patrimoine culturel algérien, matériel et immatériel : les musiques classique et populaire, la littérature (livres et manuscrits), la poésie, le cinéma, le théâtre, les musées... etc.

### Recherches

#### De 1984 à 1995
Différentes recherches sur les techniques d’enregistrements sonores.

#### En 1997
Reprise des activités de recherches à la Maison de la Culture de Tlemcen.

#### En 2010
La ministre de la Culture lui a confié la tâche de publier l’Anthologie du Maître Sid Ahmed Serri qui incarne le mieux l’école de la Sanaa d’Alger.[réf. nécessaire]

## Conférences
- CNRPAH (x2) ;
- Université de Tlemcen ;
- Constantine (x2) ;
- Cité de la musique (Paris) ;
- SLAM Tlemcen ;
- Maison de la Culture de Tlemcen ;
- Festival de Saint Florent du Vieil[6],[7].

## Concerts avec Orchestre Redwân (de Tlemcen)
- La cité de la musique (Paris) en 2002[8] ;
- Centre des musiques arabes et méditerranéennes, Tunis (x2) en 2003 ;
- l’UNESCO à Paris en 2003 ;
- Festival de Saint Florent du Vieil (France) en 2010[6] ;
- Festival d’Evora (Portugal) en 2010 ;
- Le Palais des beaux-arts de Bruxelles en 2011 ;
- Tlemcen Capitale islamique en 2011[9] : 8 concerts avec 8 programmes différents.

## Publications
1. Anthologie de la musique classique de Tlemcen, plus de 60 CD.
2. Anthologie de la musique classique d’Alger, plus de 50 CD.
3. Anthologie de la musique classique de Constantine, en cours de finalisation.
4. Anthologie du Maître Hadj Mohamed Ghaffour.
5. Anthologie du Maître Cheikh Larbi Bensari.
6. Anthologie du Maître Cheikh Redouane Bensari.
7. Anthologie des Maîtres : Lazaar Dali Yahia ; Cheikha Tetma ; Mustapha Brixi et Khair-Eddine Aboura.
8. Anthologie des genres dérivés de la musique classique algérienne.
9. Recueil des poèmes de la musique andalouse, en deux tomes.
10. Recueil des poèmes Hawzi ; Aroubi, etc., tome premier.
11. livre concernant L’Aspect historique de la musique classique du Maghreb.
12. livre incluant Les Éléments d’analyse de la musique andalouse du Maghreb.
13. Anthologie du Malouf de Constantine, avec Fergani Salim.
14. Anthologie du Hawzi, Mahjouz, etc, de Constantine, avec Fergani Salim.
15. Anthologie des chants de Annaba, avec Dib Layachi.
16. Recueil des poèmes du Malouf (musique andalouse) de Constantine.
17. Recueil des poèmes du Hawzi, Mahjouz, etc, de Constantine, Volume 1.
18. Recueil des partitions en solfège du Malouf de Constantine, partitions par Youssef Touaïbia.
19. Anthologie du Aroubi et Hawzi par Sid Ahmed Serri.
20. Anthologie de pièces totalement inédites du corpus andalou.

## Collaboration
- Kamel Malti ;
- Youssef Touaïbia ;
- Mourad Ouamara ;
- Mohamed Souheil Dib ;
- Sid Ahmed Serri ;
- Salim Fergani ;
- Bénali Benmansour ;
- Lias Dib ;
- Rifel Kalfat ;
- Anis Kalfat ;
- Amine Kalfat ;
- Rym Hakiki ;
- Karim Boughazi ;
- Brahim Hadj Kacem ;
- Meriem Benallal ;
- Smaïn Henni ;
- Brahim Beledjreb ;
- Dib Layachi ;